# Xylopia micans
Xylopia micans R.E. Fr. – gatunek rośliny z rodziny flaszowcowatych (Annonaceae Juss.). Występuje naturalnie w Kolumbii oraz Peru. 

## Morfologia
PokrójZimozielone drzewo dorastające do 5 m wysokości. Gałęzie są owłosione.
LiścieMają lancetowaty kształt. Mierzą 6–9 cm długości oraz 1,3–2 szerokości. Nasada liścia jest ostrokątna lub ucięta. Liść na brzegu jest całobrzegi. Wierzchołek jest ostry. Ogonek liściowy jest owłosiony.
KwiatySą pojedyncze. Rozwijają się w kątach pędów. Działki kielicha mają owalny kształt i dorastają do 2 mm długości. Płatki mają liniowy kształt i dorastają do 18 mm długości.